# Apostolska nuncijatura
Apostolska nuncijatura ime je za diplomatsko predstavništvo odnosno veleposlanstvo Svete Stolice u nekoj državi u svijetu. Predvoditelj nuncijature zove se nuncij.

## Ciljevi
Apostolska nuncijatura ima dvije uloge:
- vjersku - da utvrđuje veze između Pape i Crkve u dotičnoj zemlji.

- svjetovnu - utvrđuje odnose između Svete Stolice u dotičnoj zemlji radi rješavanja pitanja u odnosu mjesne Crkve i države.

## Vanjske poveznice
- Apostolska nuncijatura u Bosni i Hercegovini  Arhivirana inačica izvorne stranice od 23. veljače 2016. (Wayback Machine)